# Éric Fassin
Éric Fassin (5 de julio de 1959, París, Francia) es un sociólogo francés que se desempeña como profesor en la Universidad de París 8. Es el hermano de Didier Fassin.

## Biografía
Antiguo alumno de la Escuela normal superior, donde ingresó en 1979. En 1995, participa la formación Young Leaders organizada por la Fundación Franco-estadounidense.
Es investigador en el Instituto de investigación interdisciplinarias sobre cuestiones sociales (ciencias sociales, política, salud), unidad mixta de investigación que asocia el CNRS, el Inserm, la EHESS y la Universidad París 13 Norte. Sociólogo comprometido en el debate público, que afirma votar « por la izquierda, aun cuando esta es tan mediocre y moderada », pero rechaza el calificativo de "sociólogo de la ultra-izquierda", trabaja sobre la politización de las cuestiones sexuales y raciales, en Francia y en los Estados Unidos.
A cargo de cursos en el Instituto de estudios del género de la Universidad de Ginebra, es el introductor en Francia del pensamiento de Judith Butler que interpreta el juego con los códigos normativos del género o de la clase social como un acto político e identitario. En 2006, hizo el prefacio en el lanzamiento francés de El género en disputa.

### Familia
Es el hermano de Didier Fassin.

## Intervenciones, tomadas de posiciones y críticas
Interviniendo en la controversia que hace continuación a la publicación del ensayo de Hugues Lagrange, Le Déni des cultures  (2010), Éric Fassin lo critica por su enfoque culturalista y desafía a las figuras de este libro al hablar de "aproximación" y "un deseo de magnificar el problema". Sébastien Fath, del lado de Hugues Lagrange, denuncia "el intento de linchamiento de los medios" que se opone al "matizado, informado, esclarecedor, pragmático, desprovisto de cualquier ideología perentoria" de Lagrange. Juzga el propósito de Fassin « particularmente nauseabundo, a la vez en sus caricaturas del pensamiento de Lagrange, sus amalgamas dudosas… y en sus bajo-sentidos políticos. »
Éric Fassin se expresa a favor de la recepción de los migrantes en Francia, sostiene el antirracismo político y considera que la laicidad puede ser utilizada como una herramienta islamofóbica.
Defiende el derecho a la no-mixidad, organización de espacios de reflexión exclusiva, reservados a las personas de ascendencia africana y/o a las mujeres —  , en agosto de 2016. Milita igualmente a favor del interseccionalidad, una forma de lucha que consiste en cruzar varias potencialidades discriminatorias (sexo, clase social, identidad cultural, origen étnico, discapacidad, edad, etc.) para constituir perfiles de víctimas interseccionales « acumulativas ». Esta noción — forjada, al finalizar los años 1980, por una universitaria estadounidense, durante una encuesta sobre las formas de discriminación mezcladas/cruzadas padecidas por mujeres, negras y de medios desfavorecidos - es criticada en Francia.
En 2017, firma una tribuna « Contra la penalización del acoso en la calle », porque estigmatizaría, según él, "los racizados" (« les racisés »).
En febrero de 2018, firma una tribuna de universitarios indignados por la invitación hecha por la Fundación Feltrinelli, con fama de izquierda, a Alain de Benoist y Florian Philippot.

### « Premio » y notoriedad
En 2012, es galardonado con el premio Lyssenko.
Según un estudio de junio de 2017, es el intelectual más presente en los medios de comunicación franceses.

## Obras
- Libertad, igualdad, sexualidades : actualidad política de las cuestiones sexuales, con Clarisse Fabre, París, Belfond/Le Monde, 2003 ; reedición aumentada, 10/18, octubre de 2004
- El inversion de la cuestión homosexual, París, Ámsterdam, 2005
- De la cuestión social a la cuestión racial ? Representar la sociedad francesa (con y bajo la dirección de Didier Fassin), París, El Descubrimiento, 2006
- Discriminaciones : prácticos, saberes, políticos, dirección con Jean-Louis Halpérin, París, La Documentación Francesa, 2008
- El Sexo político. Género y sexualidad al espejo transatlántico, París, éd. EHESS, 2009
- Reproducir el género, París, éd., BPI, 2010
- Hombre, mujer, ¿qué diferencia? La teoría del género debate, con Véronique Margron, coll. « Controversias », ediciones Salvator, 2011 (ISBN 978-2-70670850-3)
- Democracia précaire. Crónicos de la déraison de Estado, Ediciones El Descubrimiento, coll « Cuadernos Libres », 2012
- Roms & ribereños. Una política municipal de la raza, con Carine Fouteau, Serge Guichard y Aurélie Windels, ediciones La Fábrica, 2014

### Prefacios
- Judith Butler, El género en disputa, La Découverte, 2006

## Filmografía
- 2007 : Réfutations, con ocasión de la presidencial 2007 de Thomas Lacoste
- 2010 : Ulysse clandestino o los derivas identitarias de Thomas Lacoste
- 2013 : Nuestro mundo de Thomas Lacoste